# Diana Cobos
Diana Belen Cobos Morales (ur. 25 lipca 1990) – ekwadorska judoczka.
Uczestniczka mistrzostw świata w 2013, 2014 i  2015. Startowała w Pucharze Świata w latach 2011-2016. Zajęła piąte miejsce na igrzyskach panamerykańskich w 2015 i siódme w 2011. Zdobyła trzy medale na mistrzostwach panamerykańskich w latach 2006 - 2015. Wicemistrzyni igrzysk Ameryki Południowej w 2006 i 2014. Wygrała igrzyska boliwaryjskie w 2013; trzecia w 2009 roku. Zdobyła trzy medale mistrzostw Ameryki Południowej.